# Проєкт розслідування корупції та організованої злочинності
Проєкт розслідування корупції та організованої злочинності (ПРКОЗ, англ. Organised Crime and Corruption Reporting Project (OCCRP) — заснований 2006 року консорціум слідчих центрів, засобів масової інформації та журналістів, що працюють у Східній Європі, на Кавказі, у Центральній Азії та Центральній Америці. ПРКОЗ є єдиною організацією з розслідувальних репортажів, що спеціалізується на організованій злочинності та корупції. Він публікує свої історії у місцевих ЗМІ, та на своєму вебсайті англійською і російською мовами. 2017 року він посів 69-те місце у світі в щорічному списку 500 найкращих неурядових організацій (НУО) організації «NGO Advisor».

## Історія
ПРКОЗ заснували досвідчені журналісти Дрю Салліван та Пол Раду. Салліван працював редактором Центру з питань журналістських розслідувань (CIN)), а Раду раніше працював з Румунським центром. Команда, об'єднавшись з колегами в регіоні, працювала над історією про енерготрейдерів. Проєкт показав, що трейдери купували енергію за нижчою за дебітову вартістю, тоді як ціна для громадськості постійно зростала. 2007 року проєкт отримав першу в світі нагороду «Global Shining Light Award», яку вручила Глобальна мережа журналістських розслідувань. Раду і Салліван зрозуміли, що є потреба у більшій кількості транскордонних репортажів-розслідувань, і створили ПРКОЗ на кошти ґранту від Фонду демократії ООН.
ПРКОЗ від початку практикував співпрацю між неприбутковими журналістськими організаціями у транскордонних журналістських розслідуваннях. Цей підхід набуває популярності в США, а тепер і в Європі. Він є партнером об'єднання Арабської мережі журналістів-розслідувачів (ARIJ) в Йорданії, Connectas у Колумбії, Африканської мережі центрів розслідувальної журналістики (ANCIR) у Південній Африці, InSight Crime у Колумбії та Міжнародного консорціуму журналістських розслідувань (ICIJ) у Вашингтоні. Він співпрацював з сотнями новинних організацій, включаючи Ґардіан, Файненшнл таймз, Ле Суар, Бі-Бі-СІ, журнал Тайм, Аль-Джазіра та інші великі ЗМІ.
У березні 2022 року ПРКОЗ було визнано «небажаною організацією» в Росії.

## Робота

### Розслідування
Проєкт долучився до низки гучних розслідувань, включаючи огляд сфери офшорних послуг, організовану злочинність власників футбольних клубів, казино та індустрії безпеки. 2013 року він розпочав справу Магнітського, найбільшу справу щодо податкового шахрайства в російській історії, і показав, що кошти, вкрадені з російської скарбниці, опинилися в компанії, якою зараз володіє син колишнього міністра транспорту Москви. Частину грошей витратили на придбання елітної нерухомості поблизу Волл-стріт.Відтоді американські прокурори намагаються конфіскувати у компанії 18 мільйонів доларів майном.
У співпраці з каналом шведського телебачення SVT та інформаційним агентством ТТ, він розкрив, що шведський/фінський телекомунікаційний гігант, компанія TeliaSonera (тепер Telia), Vimpelcom, та інші телефонні компанії, заплатили близько 1 млрд доларів хабарів компаніям, які контролює Гульнара Карімова, донька президента Узбекистану Іслама Карімова. Після скандалу правоохоронні органи конфіскували або заморозили понад 800 млн доларів активів. Компанія Vimpelcom сплатила штраф у розмірі 775 мільйонів доларів за свою частину хабаря. Ця історія здобула численні міжнародні нагороди.
ПРКОЗ співпрацював з Міжнародним консорціумом журналістських розслідувань та Зюддойче-цайтунг над проєктом Панамські документи, створивши понад 40 історій про корупцію шляхом використання офшорних об'єктів, включаючи й те, як друзі, близькі до президента Росії Володимира Путіна, отримували великі суми грошей через офшорні компанії, як президент Азербайджану Ільхам Алієв володів більшістю гірничодобувної промисловості своєї країни через офшорні компанії, та як президент України Володимир Зеленський порушив українське законодавство і уникнув оподаткування за допомогою офшорних компаній.
Він розслідував замах на російського банкіра, який змусив уряд Молдови заборонити проросійській політичній партії «Патрія» взяти участь у виборах 2014 року, а також змусив лідера цієї партії втекти з країни. Він також розглядав масштабну схему відмивання грошей, відому під назвою «Російська пральня», з допомогою якої вивели десятки мільярдів доларів в Європу, використовуючи офшорні компанії, фальшиві позики і підкуп молдовських суддів. Деякі залучені у цю схему російські банки частково належали Ігорю Путіну, двоюрідному брату президента Росії Володимира Путіна.
Його розповіді про багаторічного президента і прем'єр-міністра Чорногорії Мило Джукановича призвели до вуличних демонстрацій, закликів до його усунення та уважного перегляду заявки щодо членства в Європейському Союзі та НАТО. У двох серіях розповідається про тісні зв'язки Джукановича з організованою злочинністю. В одній серії простежено за сімейним банком президента, Prva Banka (Перший банк), і як президент дешево приватизував його для свого брата, вклав величезні державні кошти в цей банк, а потім видав позики своїй сім'ї, друзям та організованій злочинності на дуже вигідних умовах. Коли банк збанкрутував через ці невигідні кредити, президент надав йому державну допомогу грошима платників податків. Центральний банк заявив, що уряд збрехав про погашення кредиту, а натомість просто перекидав кошти з рахунку на рахунок, і заявляв, що позику погашено. У другій серії розглянули, як президент підтримував тісні зв'язки з такими міжнародними наркоторговцями, як Дарко Шарич через своїх співробітників, до того моменту, коли муніципальний апарат під контролем президентської партії майже безкоштовно надав елітну нерухомість на узбережжі цьому розшукуваному кримінальному авторитету. Також у ній показали, як італійська мафія займалася контрабандою сигарет до Італії з острова біля узбережжя Чорногорії, що належить його хорошому другові Станко Суботичу і контролюється керівником його служби безпеки.
За словами Дрю Саллівана, президент Філіппін Родріго Дутерте «знущався над верховенством права у своїй країні. Хоча він і не є типовим корумпованим лідером, все ж сприяв процвітанню корупції якимось інноваційним чином. Його ескадрони смерті, які начебто працювали з криміналітетом, та насправді були менш перебірливі. Він дав повноваження на створення м'ясорубки, у якій виживають найжорстокіші. Зрештою, Філіппіни є корумпованішою, жорстокішою та менш демократичною країною»

### Нагорода «Людина року»
З 2012 року ПРКОЗ присвоює премію «Людина року», яка «відзначає людину, що зробила найбільше в світі для розвитку організованої злочинної діяльності та корупції».
- 2012 — Ільхам Алієв, президент Азербайджану — Інші згадки: Насер Кельменді, Мило Джуканович, Володимир Путін, Мірослав Мішкович[en], Іслам Карімов, Дарко Шарич[19]

- 2013 — Парламент Румунії — Інші згадки: Дарко Шарич, Гульнара Карімова[20]

- 2014 — Володимир Путін, президент Російської Федерації — Інші згадки: Віктор Орбан, Мило Джуканович[21]

- 2015 — Мило Джуканович, прем'єр-міністр Чорногорії — Інші згадки: перша родина Азербайджану, Никола Груєвський[22]

- 2016 — Ніколас Мадуро, президент Венесуели — Інші згадки: Родріго Дутерте, Башар аль-Асад, ІДІЛ/ІДІС, Рауль Кастро/Луїс Альберто Родрігес, Володимир Путін[18]

- 2017 — Родріго Дутерте, президент Філіппін — Інші згадки: Джейкоб Зума, Роберт Мугабе[17]

- 2018 — Danske Bank, за скандал з відмиванням грошей[23]

### Щоденні оновлення
На вебсайті організації публікують щоденні повідомлення про випадки корупції та організованої злочинності в усьому світі, які охоплюють 6 мільйонів читачів щомісяця.

## Місія
Метою ПРКОЗ є допомогти світовій громадськості зрозуміти, як влаштована організована злочинність і корупція в їхніх власних країнах та урядах. Організація не належить до жодної країни, політичної філософії або сукупності переконань, за винятком того погляду, що всі люди повинні мати можливість обирати власні уряди та жити своїм власним життям безпечно, вільно та використовуючи нагоду. Її репортери та редактори походять з десятків країн.
У заяві про місію ПРКОЗ йдеться: «Наш світ все сильніше поляризується. Світові медіа-канали переповнені пропагандою, дезінформацією та просто неправильною інформацію. Ми всі повинні прагнути зрозуміти, як працює наше все складніше суспільство. Ми повинні віднаходити істину для прийняття саме тих рішень, яких потребуємо. Ми прагнемо невеликими кроками, у міру наших сил, розповідати правду».
ПРКОЗ став однією з найбільших у світі розслідувальних організацій, що проводить понад 60 транскордонних розслідувань на рік. Вебсайти мережі ПРКОЗ інформують понад 6 мільйонів читачів і глядачів щомісячно, а ще 200 мільйонів читачів та глядачів отримують доступ до цієї інформації через традиційні медіа, що публікують результати її роботи. Вплив історій ПРКОЗ постійно зростає, демонструючи, що коли достатня кількість людей володіє потрібною інформацією, це може сприяти правильним змінам.
Організація також навчає репортерів і партнерів з допомогою сучасних методик журналістики, створює практичні, високопродуктивні інструменти, що використовуються для підвищення ефективності репортажів та публікацій, та активно переосмислює журналістські розслідування, щоб вони були інтерактивнішими, ефективнішими, впливовішими та актуальними для читачів.

## Вплив
З 2009 року репортажі ПРКОЗ призвели до:
- 4,2 млрд дол. США в активах заморожені або вилучені урядами.[25]
- 55 кримінальних розслідувань розпочато в результаті його історій.[25]
- 25 закликів до дій цивільними або міжнародними органами.[25]
- видачі 115 ордерів на арешт, включаючи 7 суб'єктів, що перебувають у бігах.[25]
- 12 звільнень з керівних посад, включаючи президента, прем'єр-міністра та генеральних директорів великих міжнародних корпорацій.[25]
- понад 1300 закриттів компаній згідно з судовими рішеннями.[25]

## Члени
Центри-члени включають: Центр журналістських розслідувань (Боснія і Герцеговина) (ЦЖР) у Сараєво, Проєкт RISE у Бухаресті, Centar za istraživačko novinarstvo — Сербія (CINS) у Белграді, Журналісти-розслідувачі Вірменії (HETQ) у Єревані, Болгарський центр розслідувальної журналістики у Софії, Átlátszó.hu в Будапешті, MANS у Чорногорії, Re:Baltica в Ризі, SCOOP-Македонія в Скоп'є, Bivol.bg в Болгарії, Слідство.Інфо в Україні, Чеський центр з журналістських розслідувань у Празі та RISE Молдова в Кишиневі та інші. Він також співпрацює з «Новою газетою» в Москві та газетою Kyiv Post у Києві. У 2015-16 роках до Мережі ПРКОЗ приєдналась низка нових центрів-членів, включаючи Проєкт з розслідування звітності в Італії (IRPI), Direkt36 в Угорщині, Слідство. Інфо в Україні та DOSSIER в Австрії.
З 2017 року ПРКОЗ розгорнув діяльність в Африці, на Близькому Сході та в Центральній Азії. Першим середньоазійським членом ПРКОЗ є Kloop у Киргизстані.
Його батьківською організацією є Мережа розвитку журналістики, неприбуткова організація, що працює в Меріленді та керує організацією від імені центрів-членів, виконавчим директором — румунський журналіст Пол Крістіан Раду, а редактором проєкту — американець Дрю Салліван.

## Фінансування та партнерство
ПРКОЗ підтримується грантами, наданими Агентством США з міжнародного розвитку (USAID), Міжнародним центром журналістів (ICFJ), Державним департаментом США, Швейцарською конфедерацією, фондами відкритого суспільства (OSF), організаціями Google Ideas та Knight Foundation.
Мережа ПРКОЗ також має проєкти та програми, які фінансуються частково або провадяться у партнерстві з іншими організаціями, включаючи Міжнародний консорціум журналістських розслідувань (ICIJ), Стокгольмську школу економіки, InSight, об'єднання «Арабські репортери для журналістських розслідувань» (ARIJ), Connectas та Африканську мережу центрів розслідувальної журналістики (ANCIR).
ПРКОЗ є зареєстрованою назвою мережі розвитку журналістики, благодійної організації, яка базується в Меріленді (501(c)3).

## Нагороди та визнання
ПРКОЗ є однією з неприбуткових медіа організацій, що удостоєні найбільшої кількості нагород у світі неприбуткових медіа. Він здобув спеціальну нагороду премії Європейської преси 2015 року за свою роботу, при цьому за словами журі: «ПРКОЗ — це чітко мотивована, рішуча сила, що несе добро всюди, де діє. Його члени не розбагатіють, але суспільства, яким вони служать, є багатшими і чистішими завдяки такій ретельній перевірці, яку може забезпечити лише правдива, незалежна журналістика.»
Він виграв нагороду журналістів-розслідувачів та редакторів Тома Реннера 2015 року за проєкт «Хадіджа», ініціативу продовжити роботу ув'язненої журналістки ПРКОЗ/RFE Хадіджі Ісмаїлової. Три роки поспіль проєкт був фіналістом «Нагороди Деніела Перла за видатний міжнародний розслідувальний репортаж» Міжнародного консорціуму журналістських розслідувань. 2010 року він став фіналістом за свій проєкт з незаконної торгівлі документами. Він виграв премію Деніела Перла 2011 року за свій проєкт «Offshore Crime, Inc.», серію історій, що описують офшорні податкові гавані, злочинців, які їх використовують, і мільйони доларів втрачених податкових грошей. 2013 року він знову став фіналістом цієї премії за свою історію про міжнародне коло відмивання грошей під назвою «Проксі платформа». 2008 року, за свою серію про енерготрейдерів, він здобув нагороду Global Shining Light за розслідувальний репортаж, написаний під тиском. 2013 року ПРКОЗ був подвійним фіналістом однієї й тієї ж нагороди за свої розповіді про першу сім'ю банку Чорногорії «Перша сім'я, перший банк». Він отримав нагороду за розповіді про те, як перша сім'я Азербайджану володіє найбільшими компаніями країни. Співпрацював з Міжнародним консорціумом журналістських розслідувань над проєктом про контрабанду тютюну, який отримав нагороду «Закордонного прес-клубу» та премію журналістів-розслідувачів і редакторів Тома Реннера за кримінальний репортаж. Став фіналістом Online Journalism Award 2013 року за журналістське розслідування малого сайту і виграв нагороду SEEMO Медіа-організації Південно-Східної Європи спільно з Центром журналістських розслідувань (Боснія і Герцеговина) за історію про шахрайство в котельнях.

## Суперечки

### Журналістка Хаджія Ісмаїлова
Журналістка ПРКОЗ і Радіо «Свобода» Хадіджа Ісмаїлова з Баку (Азербайджан) стала cause célèbre, коли її шантажували невідомі за допомогою відео, знятого камерою, встановленою в стіні її спальні. Камеру встановили через два дні після того, як ПРКОЗ/RFERL опублікувала історію Ісмаїлової про президентську родину в Азербайджані та про те, як вона таємно володіє компанією Azerfon, оператором мобільного зв'язку з монопольною ліцензією на 3G. У повідомленні була погроза показати відео, якщо Ісмаїлова не зупинить свою роботу. Вона відмовилася, і відеозаписи показали принаймні на двох вебсайтах. Ісмаїлова скаржилася, що прокурори роблять дуже мало, щоб визначити винуватців, які, як вважається, були з уряду Азербайджану.
Після цього інциденту Ісмаїлова опублікувала статті, які свідчать про те, що перша родина також володіла акціями шести найбільших золотих копалень, а також володіла однією з будівельних компаній, які побудували новий концертний майданчик Crystal Hall в Баку, місцепроведення Євробачення 2012 року. У грудні 2014 року її затримали державні прокурори за звинуваченням у тому, що вона підштовхнула колегу-журналіста до самогубства, позбавивши його можливості повернутися на роботу на Радіо Вільна Європа, незважаючи на те, що не мала повноважень з найму людей. Пізніше той журналіст відмовився від своїх заяв на власній сторінці в Facebook і намагався втекти до Москви. Арешт критикували десятки урядів, медіа та організацій громадянського суспільства в усьому світі.
ПРКОЗ розпочав проєкт «Хадіджа» у спробі розслідувальними репортажами продовжити роботу Ісмаїлової. Редактор Дрю Салліван під час запуску проєкту заявив, що якщо уряди заарештують одного слідчого журналіста, то його місце займе двадцять. Проєкт пообіцяв написати про політичну еліту в Азербайджані і про те, як вона отримала матеріальну вигоду від своїх високих постів. ПРКОЗ зробив більше десятка великих розслідувань, деякі з використанням Панамських документів. ПРКОЗ виявив, що перша родина Азербайджану вклала понад 140 млн дол. в елітну нерухомість Лондона, володіє значною частиною лакшері готелю та банківського бізнесу в Баку, отримала понад 1 млрд дол. хабарів від телекомунікаційних компаній, та інші історії.
Ісмаїлова вийшла з в'язниці 25 травня 2016 року.